# Naturpark Nördlicher Oberpfälzer Wald

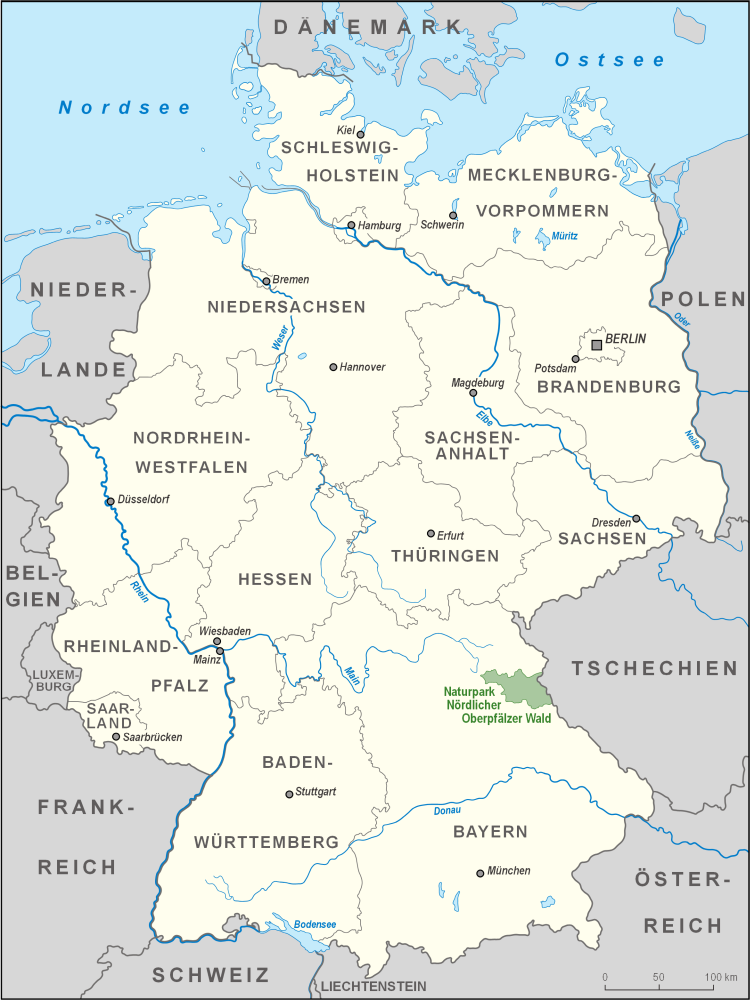
Lage des Naturparks Nördlicher Oberpfälzer Wald

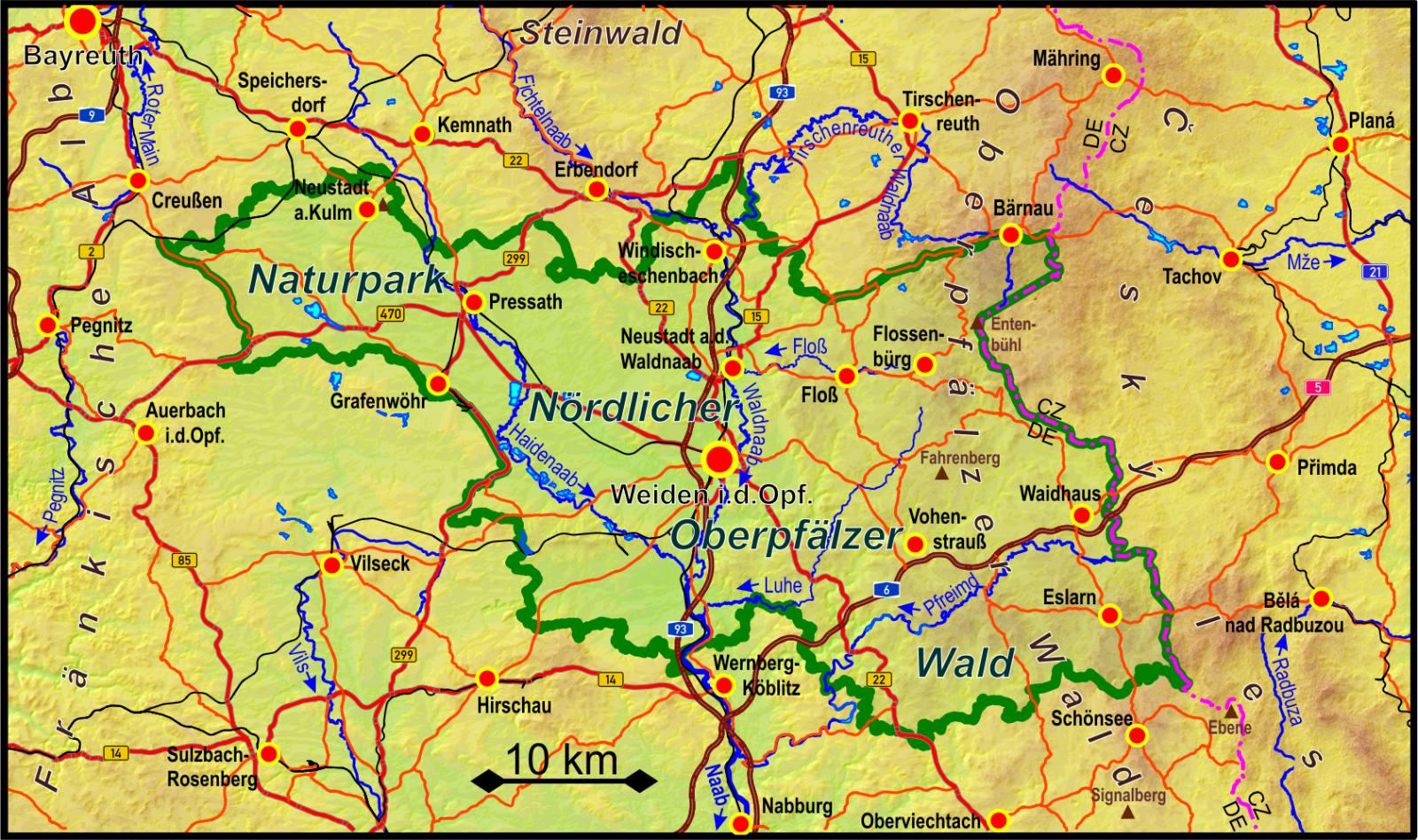
Lage und Topografie des Naturparks Nördlicher Oberpfälzer Wald

Der nordostbayerische Naturpark Nördlicher Oberpfälzer Wald ist 1380 km² groß und umfasst den gesamten Landkreis Neustadt an der Waldnaab, südliche Teile des Landkreises Tirschenreuth und die Stadt Weiden in der Oberpfalz. Er erstreckt sich über das Gebiet des namensgebenden Oberpfälzer Walds hinaus bis zum Rauhen Kulm. Mit den benachbarten Naturparks Fichtelgebirge, Steinwald und Oberpfälzer Wald bildet der Naturpark Nördlicher Oberpfälzer Wald ein geschlossenes Naturparkgebiet entlang der tschechischen Grenze.
Am 7. Mai 2009 wurde die erste Infostelle im Naturpark Nördlicher Oberpfälzer Wald in der Schlossanlage Burgtreswitz eröffnet.

## Berge

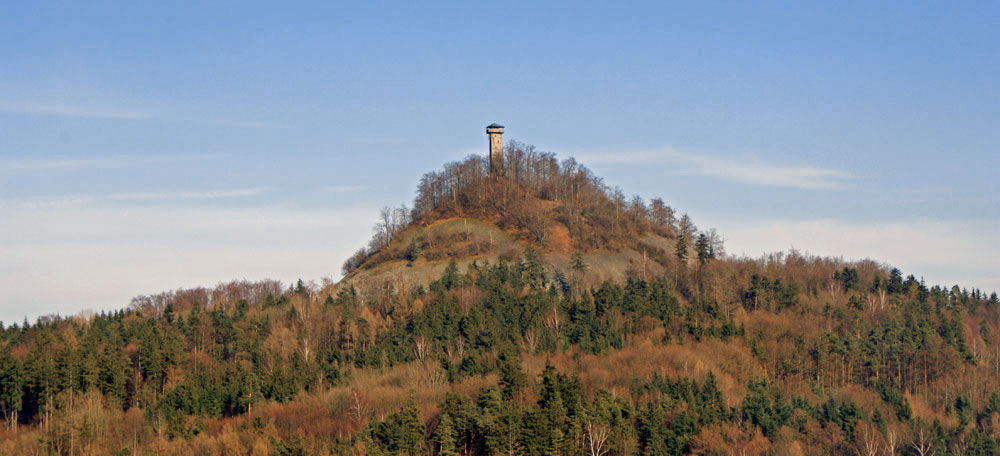
Rauher Kulm mit Aussichtsturm

Bedeutende Erhebungen des Naturparks sind – sortiert nach Höhe (für die Berge in Deutschland Meter über Normalnull):
- Entenbühl (901 m)
- Schellenberg (826 m)
- Eulenberg (817 m)
- Stückberg (809 m)
- Fahrenberg (801 m)
- Buchberg bei Bärnau (799 m)
- Kogeri (787 m)
- Mitterberg (784 m)
- Eisberg (771 m)
- Schwangbühl (748 m)
- Sauhübel (742 m)
- Schlossberg (692 m)
- Rauher Kulm (682 m)
- Parkstein (595 m)
- Kohlbühl (589 m)
- Kleiner Kulm (563 m)
- Kühhübel (511 m)

## Schutzgebiete
- Naturschutzgebiet Moorgebiet bei Bärnau
- Naturschutzgebiet Waldnaabtal
- Naturschutzgebiet Etzenrichter Kirchberg
- Naturschutzgebiet Lerautal bei Leuchtenberg
- Naturwaldreservat Gscheibte Loh
- Naturschutzgebiet Niedermoorgebiet bei Georgenberg
- Naturschutzgebiet Schießlweiher bei Schwarzenbach
- Naturschutzgebiet Torflohe und Pfrentschwiese
- Vogelfreistätte Weiherhammer